# Мечеть Гаосюн
22°37′41″ пн. ш. 120°20′31″ сх. д. / 22.628° пн. ш. 120.34191666667° сх. д.
Мечеть Гаосюн (кит.: 高雄清真寺) — мечеть в районі Лінг'я, міста Гаосюн, Тайвань. Це друга мечеть, побудована на Тайвані після Тайбейської соборної мечеті.

## Історія

### Перша споруда
Мечеть Гаосюн була побудована в 1949 році на Тайвані мусульманськими націоналістами після їх поразки проти комуністів у громадянській війні в Китаї. Спочатку мусульманські державні службовці співпрацювали з урядом Гоміндану, щоб запропонувати будівництво нової мечеті на Тайвані, і почали збирати кошти з січня 1949 року. Спочатку вони орендували приміщення розміром 270 м² за адресою 117 Wufu 4th Road в районі Яньчен як тимчасове місце розташування.

### Друга споруда
Через обмежене місце, доступне на 117 Wufu 4th Road, вони переїхали в дерев'яну будівлю в японському стилі площею 460 м² за адресою 196 Linsen 1st (林森一) Road в Sinsing District в 1951 році. Площа головного молитовного залу становила 135 квадратних метрів. Зі збільшенням кількості мусульманських віруючих вони почали збирати кошти на нову мечеть. У жовтні 1988 року землю старої мечеті продали, а отримані гроші використали на будівництво нової мечеті.

### Третя споруда
У лютому 1990 року вони нарешті перенесли мечеть на теперішнє більше місце та краще обладнану будівлю для розміщення зростаючого числа мусульман. Будівництво було розпочато 17 грудня 1990 року, завершено наприкінці грудня 1991 року і відкрито у квітні 1992 року. Будівництво коштувало 1 900 000 доларів США.

## Архітектура
Мечеть Гаосюн — це триповерхова будівля з великим близькосхідним склепінням. Дизайн молитовного залу, закутків, кутів і складових будівель побудований на основі традиційних мечетей Близького Сходу. Будівля займає площу 2657 м².
На першому поверсі — чоловічий та жіночий гуртожиток, жіноча молитовна кімната та центр жіночої діяльності. Другий поверх — головна молитовна зала, навчальний центр арабської мови та виставковий зал ісламської культури. Третій поверх — кімната для гостей, центр молодіжної діяльності, кабінет та кухня. У мечеті також є офіс імама, офіс адміністрації, бібліотека та зона для обмивання.